# Часова капсула

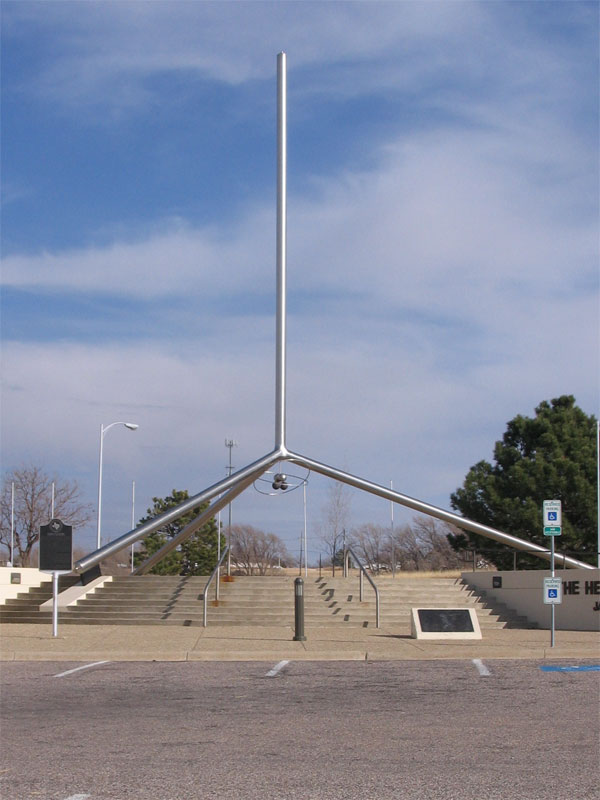
Часова капсула в «Helium Monument» в американському місті Амарилло

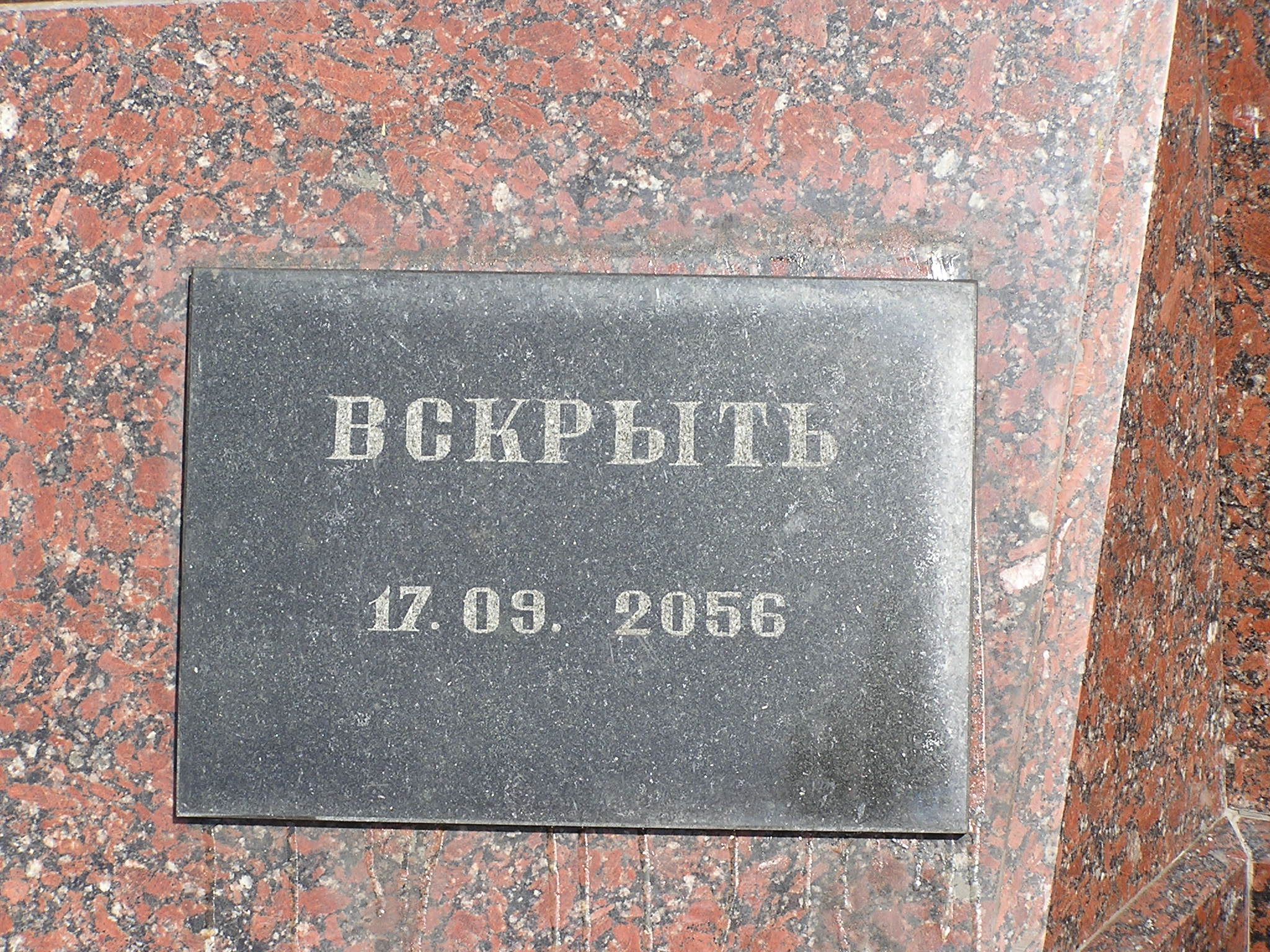
Часова капсула на Пам'ятнику герою-рятівнику в Донецьку

Капсула з посланням до нащадків (або лист в майбутнє) — послання, призначене для майбутніх поколінь. Зазвичай поміщається в капсулу чи іншу ємність і закладається в основу споруджуваних будинків, об'єктів інфраструктури, пам'ятників тощо.
Часто лист в майбутнє «відправляє» група людей, і відбувається це в урочистій обстановці, наприклад, на святі, шкільній лінійці, при відкритті меморіалу. При цьому подія висвітлюється пресою. При установці листи в майбутнє в якому-небудь громадському місці часто вказують, через який час воно має бути відкрито. Зміст листа при його створенні може як повідомлятися громадськості, так і зберігатися в таємниці до часу його відкриття.